# Silverfläckad sorgfluga
Silverfläckad sorgfluga (Anthrax trifasciatus) är en insektsart som beskrevs av Johann Wilhelm Meigen 1804. Silverfläckad sorgfluga ingår i släktet Anthrax, och familjen svävflugor. Enligt den finländska rödlistan är arten nationellt utdöd i Finland. Enligt den svenska rödlistan är arten nära hotad i Sverige. Arten förekommer i Svealand. Arten har tidigare förekommit i Götaland och Öland men är numera lokalt utdöd. Artens livsmiljö är halvnaturliga torra gräsmarker.